# 韋納爾黑文 (緬因州)
韋納爾黑文（英語：Vinalhaven）是一個位於美國緬因州諾克斯縣的市鎮。

## 人口
根據2020年美國人口普查的數據，韋納爾黑文的面積為436.91平方千米，當中陸地面積為60.76平方千米，而水域面積為376.14平方千米。當地共有人口1279人，而人口密度為每平方千米3人。